# Corsley
Corsley est une paroisse civile et un hameau du Wiltshire, en Angleterre.